# 云干班
云干班是“国民革命第七十军战时步兵干部培训班”的简称，是抗日战争期间寄生于国民党第七十军的一个培养抗日军事干部的中共战斗团体。因为培训班的名誉班主任是70军军长李觉，湖南长沙人，出生在云南，字云波，该班就以云字为代号，因此又称云干班。
1938年3月，中共中央通过马子谷、梅龚彬、潘汉年、周礼、郭沫若等中间联系，由周恩来和李克农派遣在抗战初期担任新四军武汉办事处主任的70军特邀上校参议陈希周出任云干班班主任。教官中有乔冠华在德国时的同学朱江户、许德瑗、蒋宗文、作家荒芜（李乃仁）和军事教官游毓桢等中共地下党员，组成受中共中央南方局单线领导的云干班上层党组织。
1938年3月云干班成立后，陈希周委托杨东莼和朱江户分别在长沙和武汉两地招收各地青年学生，中共湖南省工委趁机派遣很多地下党员，包括参加过广州起义的郭观梅和土地革命时期参加过井岗山斗争的湖南省委代表杜修经和日本留学生郑乃之等中共地下党员，组成归湖南省工委领导的云干班中共基层地下党组织。
云干班开设课程的原则是三分军事，七分政治。由于是在战争期间，云干班虽然在后方，但也随70军转移，从湖南的宁乡、会同，到江西的贵溪、上高等地。
云干班一共举办了三期，既招收后方学员，也培训前线将士，累计培养抗日骨干300余人，有力地充实、支援、并参加了第70军的庐山战役、武汉会战、南昌战役、湘北战役、和赣北会战。李觉军长后来回忆说，第70军在元气未复的情况下辗转作战，全赖陈希周带领的新生骨干从中支持。
1940年，当陈希周被福建省主席兼驻闽绥靖主任陈仪和军统闽北站站长严灵峰派人谋杀于福建崇安以后，又发生了上富惨案，云干班被迫解散。除一部分学员及时转移到延安和江南抗日游击队之外，很多学员或留70军中，或分散全国各地。